# Fuego (canción de Menudo)
Fuego es una canción del grupo puertorriqueño infantil Menudo, lanzada en el séptimo álbum de estudio del mismo título en 1981.

## Antecedentes y signficado
La canción también se posicionó en el número 90 de la lista de Las 100 Grandiosas Canciones de los 80's en Español, conteo realizado por la cadena de videos VH1 para Latinoamérica, (conteo del año 2007).Además con esta canción, el grupo alcanzó éxito en Venezuela y en otros países de América Latina. La canción fue grabada inicialmente en 1978, para el álbum Laura, pero fue con la versión del álbum de 1981 que obtuvo éxito. En México, el sencillo apareció dos veces en el primer lugar en la lista musical de la revista quincenal mexicana Notitas Musicales.

## Listas
| Listas           | Posición |
| ---------------- | -------- |
| Colombia Top 100 | 43       |
| Ecuador Top 50   | 20       |
| México Top 200   | 76       |
| México Top 60    | 28       |
| Perú Top 100     | 3        |
| Venezuela Top 40 | 1        |